# Kumpsthoff

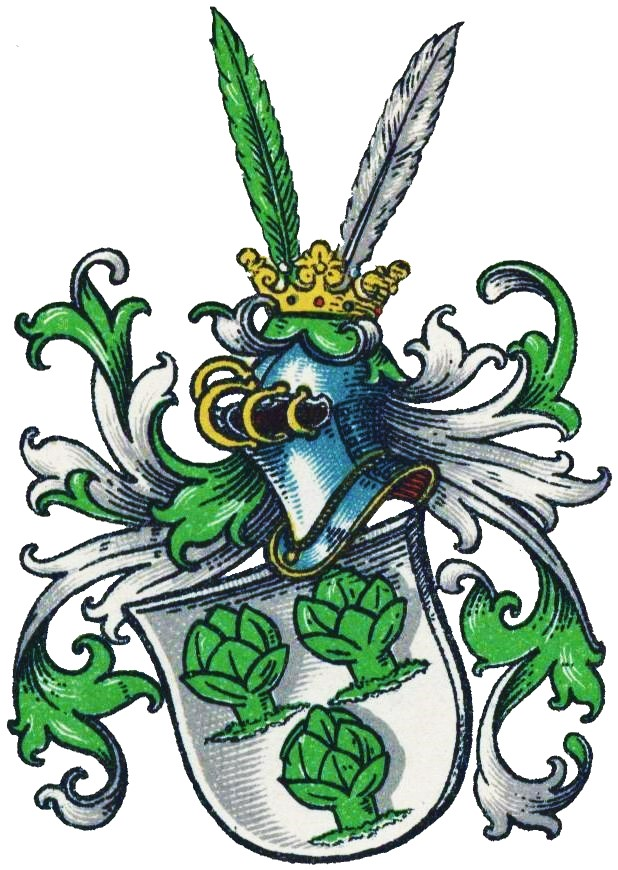
Wappen derer von Kumpsthoff im Wappenbuch des Westfälischen Adels

Kumpsthoff (auch: Kumsthoff, Kupmsthoff o. ä.) ist der Name eines westfälischen Adelsgeschlechts.

## Geschichte
Das Geschlecht, eine weit verbreitete alte Honoratiorenfamilie, stammt von dem Kumphofe (Hof im Kump-Senkung) im heutigen Dortmunder Stadtteil Benninghofen. Darüber hinaus hatte die Familie Besitz insbesondere in Bochum und Herne-Eickel (Haus Bönninghausen). Die Familie geht zurück auf den Hörder Bürgermeister Conrad Kumpsthoff (1446–1466). Auch viele spätere Mitglieder der Familie waren an verschiedenen Orten in der Grafschaft Mark in der Verwaltung tätig, z. B. als Richter und Anwälte.
Heinrich Kumpsthoff († 1590), verheiratet mit Gertrud Pottgießer (* 1550, † vor 1593), hatte einen Sohn namens Johannes Kumpsthoff (1585–1636), der in Marburg Jura studierte, 1611 in Heidelberg promovierte und 1614 Reichskammergerichtsadvokat wurde. 1614 war er Notar zu Speyer und fürstlich-niedersächsischer Rat, 1622 klevischer Regierungsrat und 1634 kurbrandenburgischer Geheimer Rat. Aus erster Ehe mit Margaretha Harst († vor 1622) hatte er eine Tochter namens Catharina Margaretha, aus zweiter Ehe mit Judith, Tochter des Johann Maschop, Witwe des Peter de Pottere, eine weitere Tochter namens Gertrud (* um 1623).
An anderer Johannes Kumpsthoff († 1625), verheiratet mit Elisabeth Pottgießer († 1615) und Elisabeth Rupe, war Bürger, Erbsasse und Ratsherr in Dortmund. Aus der ersten Ehe hatte er einen Sohn namens Georg Kumpsthoff († 1649), Dortmunder Stadtsekretär und ab 1637 verheiratet mit Elisabeth von dem Brink († 1657). Letztere hatten eine Tochter namens Margaretha Elisabeth Kumpsthoff (1640–1693).
Georg Kumpsthoff (1555–1620) war gräflich-falkensteinischer Rat und Syndikus des Herzogtums Berg. Er war verheiratet mit Mechtild Plönies (1565–1647) und hatte mit dieser die Kinder Georg Hermann Kumpsthoff (1591–1666), Mechtild Kumpsthoff (urkundl. 1647; † vor 1647), Conrad Kumpsthoff († vor 1647), der wiederum die zwei Kinder Georg Laurentz und Conrad hatte, und Bertram Hillebrand Kumpsthoff (1595–1669).
An Georg Hermann Kumpsthoff (1591–1666) kam 1630 das o. g. Haus Bönninghausen. Fortan wurde das Haus auch Haus Kumpsthoff genannt. Über dem Hauseingang des heute abgegangenen Herrenhauses aus dem 17. Jahrhundert befand sich ein Wappenstein, der das Wappen derer von Kumpsthoff zeigte. Georg Hermann Kumpsthoff war mit Helena Clara Plönies (1595–1628) verheiratet. Ihre Kinder waren Georg Willebrand Kumpsthoff (1624–1689) und Mechtild Clara Kumpsthoff (erwähnt 1647). Georg Hermann Kumpsthoff (George Kumpsthoff) war als Syndikus für die freie Reichsstadt Dortmund 1648/1649 an der Erstellung des Vertrags von Osnabrück zum Westfälischen Frieden beteiligt. Sein Sohn Georg Willebrand Kumpsthoff (1624–1689), promovierter Jurist, war zunächst kurfürstlich-brandenburgischer Drost in Dinslaken bei Wesel, dann 1659–1688 kurfürstlich-brandenburgischer Richter in Bochum, ferner Prokurator und Syndikus der märkischen Ritterschaft. Er war mit Anna Mechtild Niess (1643–1678) verheiratet. Sie hatten einen Sohn namens Georg Heinrich Kumpsthoff (1659–1702), Richter zu Bochum, der mit Clara Mechtild Kumpsthoff (* 1666), Tochter von Heinrich Kumpsthoff (1628–1683) und Mechtild Elisabeth von Wittgenstein (1640–1717), verheiratet war. Aus letzterer Ehe stammt Anna Mechtild Kumpsthoff (1695–1753), verheiratete mit Lambertus Henricus Kumpsthoff (1700–1740), Richter der Stadt und des Amtes Dinslaken. Deren Tochter Susanna Antonetta Sophia Kumpsthoff (1737–1819) heiratete Johann Lambert Ludwig Freiherr von Lamers (* 1730).
Bertram Hillebrand Kumpsthoff (1595–1669), promovierter Jurist, Syndikus der märkischen Ritterschaft und wohnhaft auf dem Freihoff an der Bongardstraße in Bochum, war mit Elisabeth von Plönies zu Ossenbeck, einem Rittersitz in Drensteinfurt, verheiratet. Deren oben bereits genannter Sohn Heinrich Kumpsthoff (1628–1683), verheiratet mit Mechtild Elisabeth von Wittgenstein (1640–1717), Vater von Clara Mechtild Kumpsthoff (* 1666) und Anna Elisabeth von Kumpsthoff, war ebenfalls Syndikus und Erbgesessener zum Freihoff und zur Rodeschuir. Er kaufte später auch den neben dem Freihof gelegenen Bongardhof und den benachbarten Stodtshof. Seine Schwester Clara Mechtild von Kumpsthoff war mit klevischen Syndikus Heinrich Caspar Schmitz verheiratet. Sie stiftete 1680 als Witwe ein Fenster, das das Wappen der Familie des verstorbenen Mannes zeigt. Das Fenster findet sich heute im Heimatmuseum Haus Rechen. Haus Bönninghausen kam über Anna Elisabeth Kumpsthoff, Tochter des Heinrich Kumpsthoff (1628–1683), verheiratet mit dem promovierten Juristen Anton Lennich, 1707–1712 Bürgermeister von Bochum, an die Familie Lennich.
Ein Georg Otto von Kumpsthoff war 1664 an der Universität Duisburg eingeschrieben.
Johann Peter Friedrich Anton von Kupmsthoff in Straelen, Regierungsbezirk Düsseldorf, wurde am 22. Juli 1830 in die Adelsmatrikel aufgenommen.

## Persönlichkeiten
- Conrad Kumpsthoff, 1446–1466 Bürgermeister von Hörde
- Ewald Kumpsthoff, 1636 Bürgermeister von Düsseldorf
- Georg Kumpsthoff († 1649), deutscher Jurist und Gesandter der Freien Reichsstadt Dortmund
- Heinrich von Kumpsthoff, 1818–1848 Amtmann des Amtes Hattingen-Land[9]

## Wappen
Blasonierung des redenden Wappens (wegen Kumst/Komst (Weißkohl)): In Silber drei (2:1) grüne Kohlköpfe. Auf dem gekrönten Helm eine (rechts) grüne und eine silberne Fasanenfeder. Die Helmdecken sind grün-silbern.
Tyroff stellt das Wappen dagegen mit einem bewulsteten Helm dar, darauf ein Kohlkopf zwischen zwei silbernen Straußenfedern.